# بيشك
بيشك هي قرية في مقاطعة ورزقان، إيران. عدد سكان هذه القرية هو 83 في سنة 2006.